# Bruno Rixen
Bruno Rixen (* 3. Juli 1931 in Kiel; † 30. November 2020) war ein deutscher Ingenieur, Erfinder und Unternehmer. Er entwickelte den Prototyp des Wasserskilifts und brachte diesen zur Marktreife. Der Deutsche Wasserski- und Wakeboard-Verband führt aus: „... ohne diesen Mann wäre der Wakeboard Sport nie das geworden, was er heute ist“.

## Leben
Bruno Rixen wuchs in Groß Buchwald in einem Geschäftshaushalt auf. Er ging dort zur Schule und beendete seine Schulzeit mit der mittleren Reife. Von 1950 bis 1953 absolvierte Rixen eine Ausbildung zum Kfz-Schlosser. Im darauffolgenden Jahr begann er sein Maschinenbaustudium, welches er 1958 erfolgreich abschloss. Nach Abschluss seines Studiums errichtete er 1959 die erste Wasserskiseilbahn auf dem Bordesholmer See, um sich das Wasserskifahren zu ermöglichen. Im Jahr 1961 gründete Rixen ein eigenes Unternehmen und arbeitete an seiner Idee eines gleichzeitigen und in kontinuierlichem Betrieb fahrenden Wasserskilifts. Rixen kam auf die Idee, den startenden Skiläufer nicht, wie üblich, unter das Umlaufseil zu stellen, sondern in voller Schleppleinenlänge seitlich vom Seil entfernt. Bis heute ist diese Erfindung Grundlage jeder Wasserskiseilbahn, genau wie das von ihm entwickelte 2-Seil-Prinzip. Nach zweijährigen Versuchen mit einem Prototyp in Hamburg und zwei weiteren Jahren mit einer größeren Prototyp-Seilbahn auf der Ostsee wurde schließlich 1966 die erste Wasserskiseilbahn nach Benidorm in Spanien verkauft. Zuletzt hatte Rixen 37 Erfindungen zum Patent angemeldet.

## Auszeichnungen
- 2008 Order of Merit der International Waterski and Wakeboard Federation[5]
- 2010 Bayrischer Exportpreis – Kategorie Handwerk[6] und Deutsche Standards Auszeichnung – Weltmarktführer
- 2011 Traumfirma Sonderpreis für sein Lebenswerk Rixen Seilbahnen
- 2012 Goldene Ehrennadel vom DWWV für seine besonderen Leistungen und Verdienste im Bereich Wasserskiseilbahnen erhalten.
- 2012: Verdienstkreuz am Bande des Verdienstordens der Bundesrepublik Deutschland